# Isla de Taiwán
La isla de Taiwán (en chino tradicional, 台灣/臺灣; en chino simplificado, 台湾; pinyin, Táiwān), también conocida como Formosa (del portugués ilha Formosa, «isla Hermosa»), especialmente en el pasado, es una isla de unos 36 000 km²,  que se encuentra frente a las costas de la China continental. Ambos territorios se encuentran separados por el estrecho de Taiwán. Al norte de la isla, se encuentra el mar de la China Oriental, y al sur, el mar de la China Meridional, mientras que la costa oriental de la isla está bañada por el océano Pacífico y está próxima al archipiélago de las islas Ryūkyū perteneciente al Japón.
Desde 1945, la isla y otras cercanas han estado bajo el régimen político de la República de China, el Estado que gobernaba toda China hasta el final de la guerra civil entre el Kuomintang y el Partido Comunista de China, cuando este último se hizo con el poder en la China continental. 
Desde entonces, el antiguo régimen chino se ha mantenido en la isla de Taiwán, dando lugar a una compleja situación jurídica y diplomática: aunque en la práctica es un estado independiente, no es reconocido por las Naciones Unidas, pero sí tiene reconocimiento diplomático como República de China por parte de un estado europeo (el Estado Vaticano), un estado de América del Sur (Paraguay), dos de Centroamérica (Guatemala y Belice), cuatro del Caribe (Haití, San Vicente y las Granadinas, Santa Lucía y San Cristóbal/Kitts y Nevis), y tres del Pacífico Sur, en Oceanía: Islas Marshall, Palaos, y Tuvalu, en total 12 estados. Ningún país de África, ni de Asia, ni de Norteamérica le reconocen como estado independiente; la razón de esta falta de reconocimiento es la presión diplomática de la República Popular China.

## Toponimia
Hoy en día permanecen en uso varios nombres para la isla de Taiwán, cada uno derivado de exploradores o gobernantes durante un período histórico particular. El nombre Formosa (福爾摩沙) data de 1542, cuando los marineros portugueses avistaron la isla y la anotaron en sus mapas como Ilha Formosa («isla hermosa»). El nombre «Formosa» finalmente "reemplazó a todos los demás en la literatura europea" y siguió siendo de uso común entre los angloparlantes en el siglo XX.
A principios del siglo XVII, la Compañía Holandesa de las Indias Orientales estableció un puesto comercial en Fuerte Zeelandia (hoy en día Anping, Tainan) en un banco de arena costero llamado Tayouan, por su etnónimo de una tribu aborigen taiwanesa cercana, posiblemente el pueblo taivoan, escrito por los holandeses y portugueses como Taiouwang, Tayowan o Teijoan. Este nombre también fue adoptado en el idioma vernáculo chino (en particular, hokkien, como Tāi-oân/Tâi-oân) como el nombre del banco de arena y área cercana (Tainan). La palabra moderna «Taiwán» se deriva de este uso, que se ve en varias formas (大員, 大圓, 大灣, 臺員, 臺圓 y 臺窩灣) en los registros históricos chinos. El área ocupada por los modernos Tainan representaba el primer asentamiento permanente tanto de colonos europeos como de inmigrantes chinos. El asentamiento se convirtió en el centro comercial más importante de la isla y sirvió como su capital hasta 1887.
El uso del nombre chino actual (臺灣) se hizo oficial ya en 1684 con el establecimiento de la Prefectura de Taiwán. A través de su rápido desarrollo, todo el archipiélago de Formosa finalmente se conoció como «Taiwán».
Entre los aborígenes formosinos, el nombre original de la isla es «Pekan», palabra austronesa que originalmente significó "sitio de descanso después de un largo viaje."
En su Daoyi Zhilüe (1349), Wang Dayuan usó «Liuqiu» como nombre de la isla de Taiwán, o la parte más cercana a Penghu. En otros lugares, el nombre se usó para las islas Ryukyu en general u Okinawa, la más grande de ellas; de hecho, el nombre Ryūkyū es la forma japonesa de Liúqiú. El nombre también aparece en el Libro de Sui (636) y otras obras tempranas, pero los académicos no pueden ponerse de acuerdo sobre si estas referencias son a Ryukyus, Taiwán o incluso a Luzón.

## Historia

### De la prehistoria alsigloXVI
La isla de Taiwán se formó hace aproximadamente 4 a 5 millones de años sobre un complejo borde convergente entre las placas del mar de Filipinas y la placa Euroasiática. 
Se han encontrado restos humanos fragmentarios fechados hace de 20 000 a 30 000 años en la isla, así como artefactos posteriores de una cultura paleolítica.
Hace unos 6000 años, Taiwán fue colonizado por agricultores, muy probablemente del continente asiático. Se cree que son los antepasados de los aborígenes taiwaneses de hoy en día, cuyos idiomas pertenecen a la familia de lenguas austronesias, pero con una diversidad mucho mayor que el resto de la familia, que abarca una gran área desde el sudeste marítimo de Asia occidental hasta Madagascar, y el este, hasta Nueva Zelanda, Hawái y la isla de Pascua. Esto ha llevado a los lingüistas a proponer a Taiwán como el origen de la familia, desde el cual pueblos marineros se dispersaron por el sudeste asiático y los océanos Pacífico e Índico.
Los pescadores, de la etnia han (mayoritaria en China), comenzaron a establecerse en las islas Penghu en el siglo XIII. La presencia de tribus hostiles y la carencia de productos comerciales de interés provocó que pocos forasteros visitaran la isla principal hasta el siglo XVI. Durante el siglo XVI las visitas a sus costas por parte de pescadores y comerciantes de Fujian, así como de piratas chinos y japoneses, se hicieron más frecuentes.
Portugal descubrió la isla y la bautizó como Formosa en 1544; por lo cual aparece la isla de Formosa en mapas europeos a partir de la década de 1550. El Japón de la segunda mitad del siglo XVI llamaba Takasago a la isla.
El Reino de Middag, que existía antes del período colonial portugués y español era una alianza supratribal ubicada en las llanuras occidentales centrales de Taiwán, fue brutalmente conquistado por las tropas Qing y las comunidades indígenas colaborativas en 1732.

### Apertura en elsigloXVII

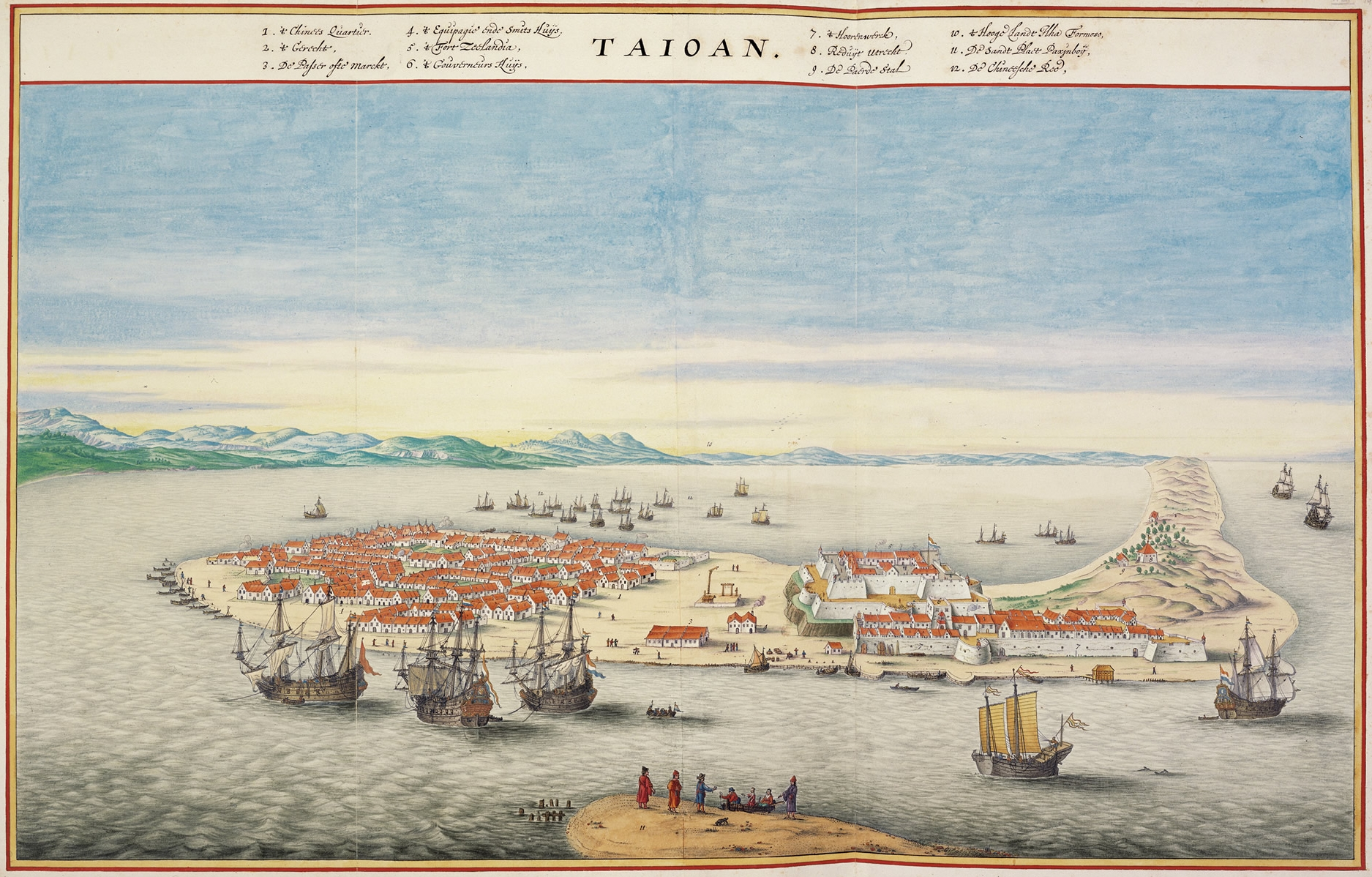
Fuerte Zeelandia, la residencia del gobernador en Formosa holandesa.

La Compañía Holandesa de las Indias Orientales intentó establecer un puesto comercial en las islas Penghu (Pescadores) en 1622, pero fueron expulsadas por las fuerzas Ming. En 1624, la compañía estableció una fortaleza llamada Fuerte Zeelandia en el islote costero de Tayouan, que ahora forma parte de la isla principal en Anping, Tainan. Cuando llegaron los holandeses, encontraron que el suroeste de Taiwán ya era frecuentado por una población china mayoritariamente transitoria que ascendía a cerca de 1500 individuos. David Wright, un agente escocés de la compañía que vivía en la isla en la década de 1650, describió las áreas de tierras bajas de la isla como divididas entre 11 jefaturas que varían en tamaño desde dos asentamientos hasta 72. Algunos de estos cayeron bajo el control holandés, mientras que otros permanecieron independientes. La Compañía comenzó a importar trabajadores de Fujian y Penghu, muchos de los cuales se establecieron.
En 1626, el Imperio español atracó y ocupó el norte de Taiwán, en los puertos de Keelung y Tamsui, como base para extender su comercio.  En 1628, España construyó el Fuerte de Santo Domingo en Tamsui.  Este asentamiento duró 16 años hasta 1642, cuando la última fortaleza española cayó ante las fuerzas holandesas.
Después de la caída de la dinastía Ming, Koxinga (Zheng Chenggong), un autodenominado leal de Ming, llegó a la isla y capturó Fuerte Zeelandia en 1662, expulsando al Imperio neerlandés y al ejército de la isla. Koxinga estableció el Reino de Tungning (1662-1683), con su capital en Tainan. Él y sus herederos, Zheng Jing, que gobernó desde 1662 a 1682, y Zheng Keshuang, que gobernó menos de un año, continuaron lanzando redadas en la costa sureste de China continental hasta bien entrada la era de la dinastía Qing.

### Dinastía Qing

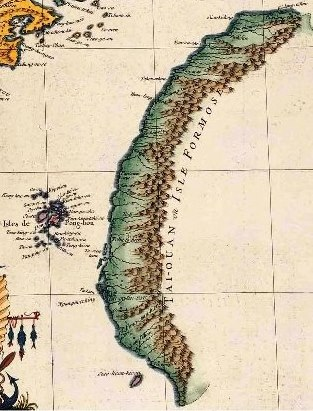
Mapa de Taiwán-Formosa por el gobierno francés.

En 1683, después de la derrota del nieto de Koxinga por una armada dirigida por el almirante Shi Lang del sur de Fujian, la dinastía Qing anexó formalmente a Taiwán, colocándolo bajo la jurisdicción de la provincia de Fujian. El gobierno imperial Qing trató de reducir la piratería y la vagancia en el área, emitiendo una serie de edictos para gestionar la inmigración y respetar los derechos territoriales aborígenes. Los inmigrantes, en su mayoría del sur de Fujian, continuaron ingresando a Taiwán. La frontera entre las tierras que pagan impuestos y las que se consideraban tierras "salvajes" se desplazó hacia el este, y algunos aborígenes se sinicizaron mientras que otros se retiraron a las montañas. Durante este tiempo, hubo una serie de conflictos entre diferentes grupos étnicos de chinos han, minaneses quanzhou peleándose con los campesinos zhangzhou y hakkas, y grandes luchas de clanes entre minaneses (hoklos), hakkas y también aborígenes.

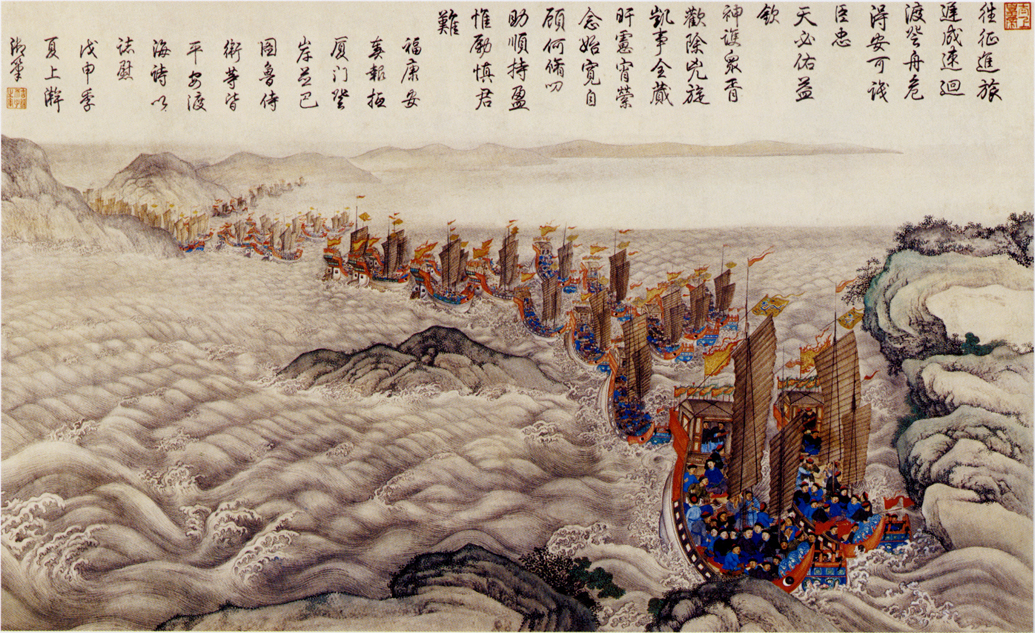
La flota Qing regresa de Taiwán tras la rebelión Lin Shuangwen 1787-1788.

Hubo más de un centenar de rebeliones durante los primeros Qing, incluida la rebelión de Lin Shuangwen (1786-1788). La frecuencia de rebeliones, disturbios y conflictos civiles en el Taiwán Qing es evocada por el dicho común "cada tres años un levantamiento; cada cinco años una rebelión" (三年一反、五年一亂).
El norte de Taiwán y las islas Penghu fueron escenario de campañas subsidiarias en la guerra sino-francesa (agosto de 1884 a abril de 1885). Los franceses ocuparon Keelung el 1 de octubre de 1884, pero fueron rechazados de Tamsui unos días después. Los franceses obtuvieron algunas victorias tácticas, pero no pudieron explotarlas, y la Campaña Keelung terminó en un punto muerto. La campaña de los Pescadores, que comenzó el 31 de marzo de 1885, fue una victoria francesa, pero no tuvo consecuencias a largo plazo. Los franceses evacuaron Keelung y el archipiélago de Penghu después del final de la guerra.
En 1887, la dinastía Qing mejoró la administración de la isla de la prefectura de Taiwán de la provincia de Fujian a la provincia de Fujian-Taiwán, la vigésima del imperio, con su capital en Taipéi. Esto fue acompañado por una campaña de modernización que incluyó la construcción del primer ferrocarril de China.

### Dominio japonés

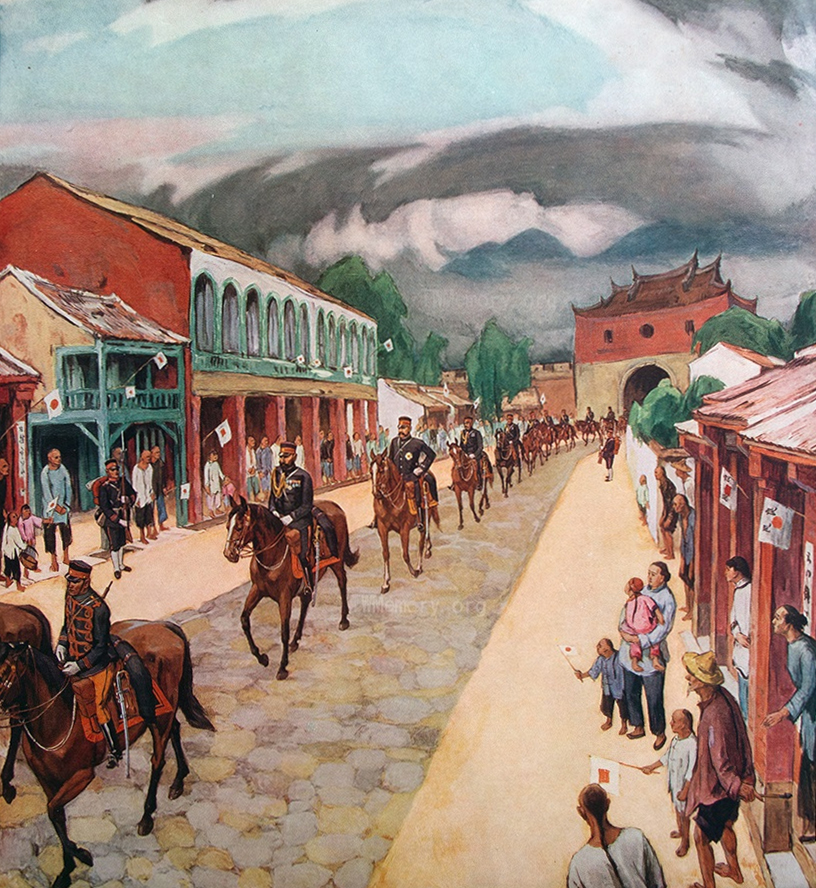
Soldados japoneses entrando en Taipeh (Taipéi) en 1895 después del Tratado de Shimonoseki.

Cuando la dinastía Qing fue derrotada en la primera guerra sino-japonesa (1894-1895), Taiwán, junto con Penghu y la Península de Liaodong, fueron cedidos en plena soberanía al Imperio de Japón por el Tratado de Shimonoseki. Los habitantes de Taiwán y Penghu que deseaban permanecer sujetos a los Qing recibieron un período de gracia de dos años para vender sus propiedades y mudarse a China continental. Muy pocos taiwaneses vieron esto como factible. El 25 de mayo de 1895, un grupo de altos funcionarios pro Qing proclamó que la República de Formosa resistiría el inminente dominio japonés. Las fuerzas japonesas entraron a la capital en Tainan y sofocaron esta resistencia el 21 de octubre de 1895. La lucha guerrillera continuó periódicamente hasta aproximadamente 1902 y finalmente acabó con la vida de 14 000 taiwaneses, o el 0,5% de la población. Varias rebeliones posteriores contra los japoneses (el levantamiento de Beipu de 1907, el incidente de Tapani de 1915 y el incidente de Musha de 1930) no tuvieron éxito pero demostraron oposición al dominio colonial japonés.
El dominio colonial japonés fue instrumental en la industrialización de la isla, extendió los ferrocarriles y otras redes de transporte, construyó un extenso sistema de saneamiento y estableció un sistema de educación formal en Taiwán. El dominio japonés puso fin a la práctica de la caza de cabezas. Durante este período, los recursos humanos y naturales de Taiwán se utilizaron para ayudar al desarrollo de Japón y la producción de cultivos comerciales como el arroz y el azúcar aumentó considerablemente. Para 1939, Taiwán era el séptimo mayor productor de azúcar del mundo. Aun así, los taiwaneses y los aborígenes fueron clasificados como ciudadanos de segunda y tercera clase. Después de reprimir a las guerrillas chinas en la primera década de su gobierno, las autoridades japonesas participaron en una serie de campañas sangrientas contra los aborígenes de las montañas, que culminaron en el incidente de Musha de 1930. Intelectuales y trabajadores que participaron en movimientos de izquierda dentro de Taiwán también fueron arrestados y masacrados (por ejemplo, Chiang Wei-shui [蔣渭水] y Masanosuke Watanabe [渡辺政之輔)].
Alrededor de 1935, los japoneses comenzaron un proyecto de asimilación en toda la isla para unir la isla más firmemente al Imperio japonés y se enseñó a las personas a verse a sí mismas como japonesas bajo el Movimiento Kominka, durante el cual la cultura y la religión taiwanesas fueron prohibidas y se alentó a los ciudadanos a adoptar apellidos japoneses. Para 1938, 309 000 colonos japoneses residían en Taiwán.
Taiwán tuvo importancia estratégica en tiempos de guerra cuando las campañas militares imperiales japonesas se expandieron y luego se contrajeron en el transcurso de la Segunda Guerra Mundial. El Nanshin-ron se basó en la Universidad Imperial de Taihoku en Taipéi. Durante la Segunda Guerra Mundial, decenas de miles de taiwaneses sirvieron en el ejército japonés. Más de 2 000 mujeres, llamadas eufemísticamente «mujeres de consuelo», fueron forzadas a la esclavitud sexual de las tropas imperiales japonesas.
La Armada Imperial Japonesa operaba fuertemente fuera de los puertos taiwaneses. En octubre de 1944, la batalla aérea de Formosa se libró entre los transportistas estadounidenses y las fuerzas japonesas con sede en Taiwán. Importantes bases militares japonesas y centros industriales en todo Taiwán, como Kaohsiung y Keelung, fueron blanco de fuertes ataques de bombarderos estadounidenses.
Después de que la rendición de Japón terminó con la Segunda Guerra Mundial, la mayoría de los aproximadamente 300 000 residentes japoneses de Taiwán fueron expulsados y enviados a Japón.

### Dominio chino
Mientras Taiwán todavía estaba bajo dominio japonés, la República de China se fundó en China continental el 1 de enero de 1912, tras la Revolución Xinhai, que comenzó con el levantamiento de Wuchang el 10 de octubre de 1911, reemplazando la dinastía Qing y terminando más de dos mil años de dominio imperial en China. Desde su fundación hasta 1949 se basó en China continental. La autoridad central aumentó y disminuyó en respuesta al caudillismo militar (1915–28), la invasión japonesa (1937–45) y la guerra civil china (1927–50), con la autoridad central más fuerte durante la década de Nankín (1927–37), cuando la mayoría de China quedó bajo el control del Kuomintang (KMT) bajo un estado autoritario de un solo partido.
Después de la rendición de Japón el 25 de octubre de 1945, la Marina estadounidense transportó tropas de la República de China a Taiwán para aceptar la rendición formal de las fuerzas militares japonesas en Taipéi en nombre de las Potencias Aliadas, como parte de la Orden General n.º 1 para la ocupación militar temporal. El general Rikichi Andō, gobernador general de Taiwán y comandante en jefe de todas las fuerzas japonesas en la isla, firmó el recibo y se lo entregó al general Chen Yi del ejército de la República de China para completar la rotación oficial. Chen Yi proclamó que ese día era el "Día de la Retrocesión de Taiwán", pero los Aliados consideraron que Taiwán y las Islas Penghu estaban bajo ocupación militar y aún bajo soberanía japonesa hasta 1952, cuando entró en vigor el Tratado de San Francisco. Aunque la Declaración de El Cairo de 1943 había previsto devolver estos territorios a China, no tenía estatus legal como tratado, y también en el Tratado de San Francisco y el Tratado de Taipéi, Japón renunció a todos los reclamos sin especificar a qué país se entregarían. Esto introdujo el estado de soberanía en disputa de Taiwán y si la República de China tiene soberanía sobre Taiwán o solo si permanece sobre las islas Kinmen y Matsu.

Retiro de los nacionalistas a Taipéi: después de que los nacionalistas perdieron Nankín (Nankín), luego se mudaron a Guangzhou (Cantón), luego a Chongqing (Chungking), Chengdú (Chengtu) y Xichang (Sichang) antes de terminar en Taipéi.

La administración de la República de China en Taiwán bajo Chen Yi se vio afectada por las crecientes tensiones entre las personas nacidas en Taiwán y los continentales recién llegados, que se agravaron por problemas económicos, como la hiperinflación. Además, los conflictos culturales y lingüísticos entre los dos grupos llevaron rápidamente a la pérdida del apoyo popular al nuevo gobierno, mientras que el movimiento de masas dirigido por el comité de trabajo del Partido Comunista también tuvo como objetivo derrocar al gobierno del Kuomintang. El tiroteo de un civil el 28 de febrero de 1947 desencadenó disturbios en toda la isla, que fue suprimida con fuerza militar en lo que ahora se llama el Incidente del 28 de febrero. Las estimaciones principales del número de muertos varían de 18 000 a 30 000. Los asesinados eran principalmente miembros de la élite taiwanesa.
Después del final de la Segunda Guerra Mundial, la guerra civil china se reanudó entre los nacionalistas chinos (Kuomintang), liderados por Chiang Kai-shek, y el Partido Comunista de China, dirigido por Mao Zedong. A lo largo de los meses de 1949, una serie de ofensivas comunistas chinas llevaron a la captura de su capital, Nankín, el 23 de abril y la posterior derrota del ejército nacionalista en el continente, y los comunistas fundaron la República Popular de China el 1 de octubre.
El 7 de diciembre de 1949, después de la pérdida de cuatro capitales, Chiang evacuó su gobierno nacionalista a Taiwán e hizo de Taipéi la capital temporal de la República de China (también llamada "capital de guerra" por Chiang Kai-shek). Unos 2 millones de personas, formadas principalmente por soldados, miembros del gobernante Kuomintang y élites intelectuales y empresariales, fueron evacuados de China continental a Taiwán en ese momento, lo que se sumó a la población anterior de aproximadamente seis millones. Además, el gobierno de la República de China llevó a Taipéi muchos tesoros nacionales y gran parte de las reservas de oro y de divisas de China.
Después de perder la mayor parte del continente, el Kuomintang mantuvo el control del Tíbet, porciones de Qinghai, Xinjiang y Yunnan junto con la isla de Hainan hasta 1951, cuando los comunistas posteriormente también capturaron estos territorios. A partir de este momento, el territorio del Kuomintang se redujo a las islas de Taiwán, Penghu, Kinmen y Matsu (provincia de Fujian), y dos islas principales de los grupos de islas Dongsha y Nansha. El Kuomintang continuó reclamando soberanía sobre toda "China", que definió para incluir a China continental, Taiwán, Mongolia Exterior y otras áreas. En China continental, los comunistas victoriosos afirmaron que gobernaban la única China (que según ellos incluía Taiwán) y que la República de China ya no existía.

## Organización político-administrativa
Tanto la constitución de la República Popular de China como la de la República de China, el régimen que ejerce la soberanía real sobre la isla, consideran el territorio de Taiwán y las Islas Pescadores como una provincia de China.
En la propia isla, el hecho de que desde 1949 el territorio bajo soberanía de la República de China coincida casi en su totalidad con el de la Provincia de Taiwán ha provocado una situación paradójica de duplicidad burocrática, al solaparse las administraciones provincial y nacional. Esta situación ha llevado en los últimos años a una progresiva eliminación de las instituciones provinciales. Además, las ciudades de Taipéi y Kaohsiung son en la actualidad independientes del gobierno provincial de Taiwán, encontrándose bajo administración directa del gobierno central. Taiwán tiene 22 regiones.

## Geografía
La isla de Taiwán tiene una superficie total de 35 980 km² y está situada a 200 km al sureste de la China continental, separadas por el estrecho de Taiwán. Tiene una longitud de cerca de 383,6 km de norte a sur y 145 kilómetros de este a oeste en su punto más ancho.
Existe un contraste entre los dos tercios orientales de la isla, con un terreno muy montañoso, con cinco cordilleras dispuestas de norte a sur, culminando en el pico Yu Shan a 3952 m s. n. m.
La zona llana está en la costa occidental (25 % de la superficie total de la isla), donde se concentra el 75 % de la población.
Dado que es atravesada por el trópico de Cáncer, el clima de Taiwán es tropical marítimo en la costa y subtropical en las zonas de montaña. En las montañas más altas incluso puede nevar. La estación de las lluvias dura desde junio hasta agosto, estando afectada por el monzón del suroeste. Tifones y terremotos son frecuentes en la isla.
Por coincidencia, su antípoda es la provincia argentina de Formosa.

## Economía

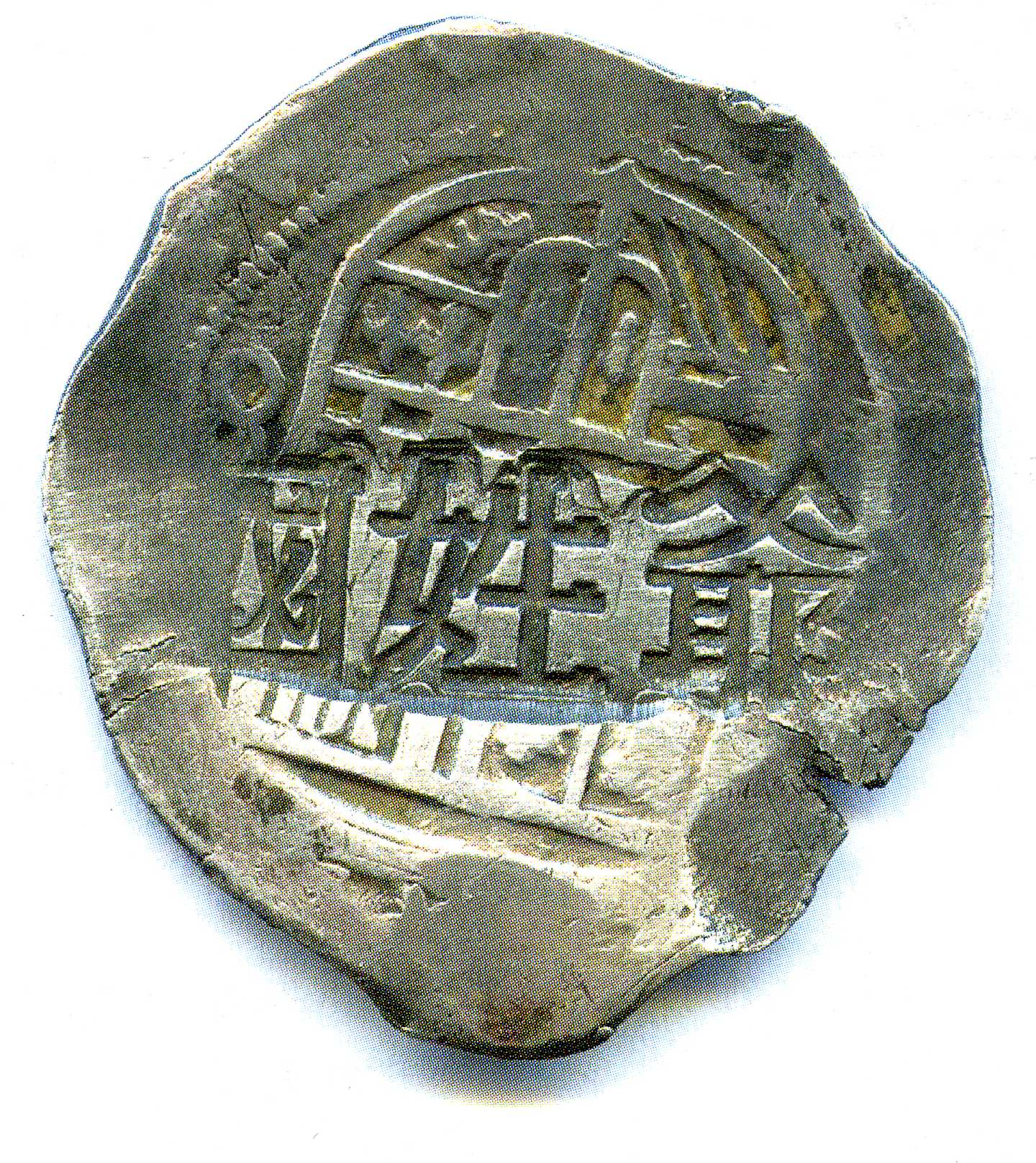
Moneda contramarcada por Koxinga para su circulación en Taiwán.

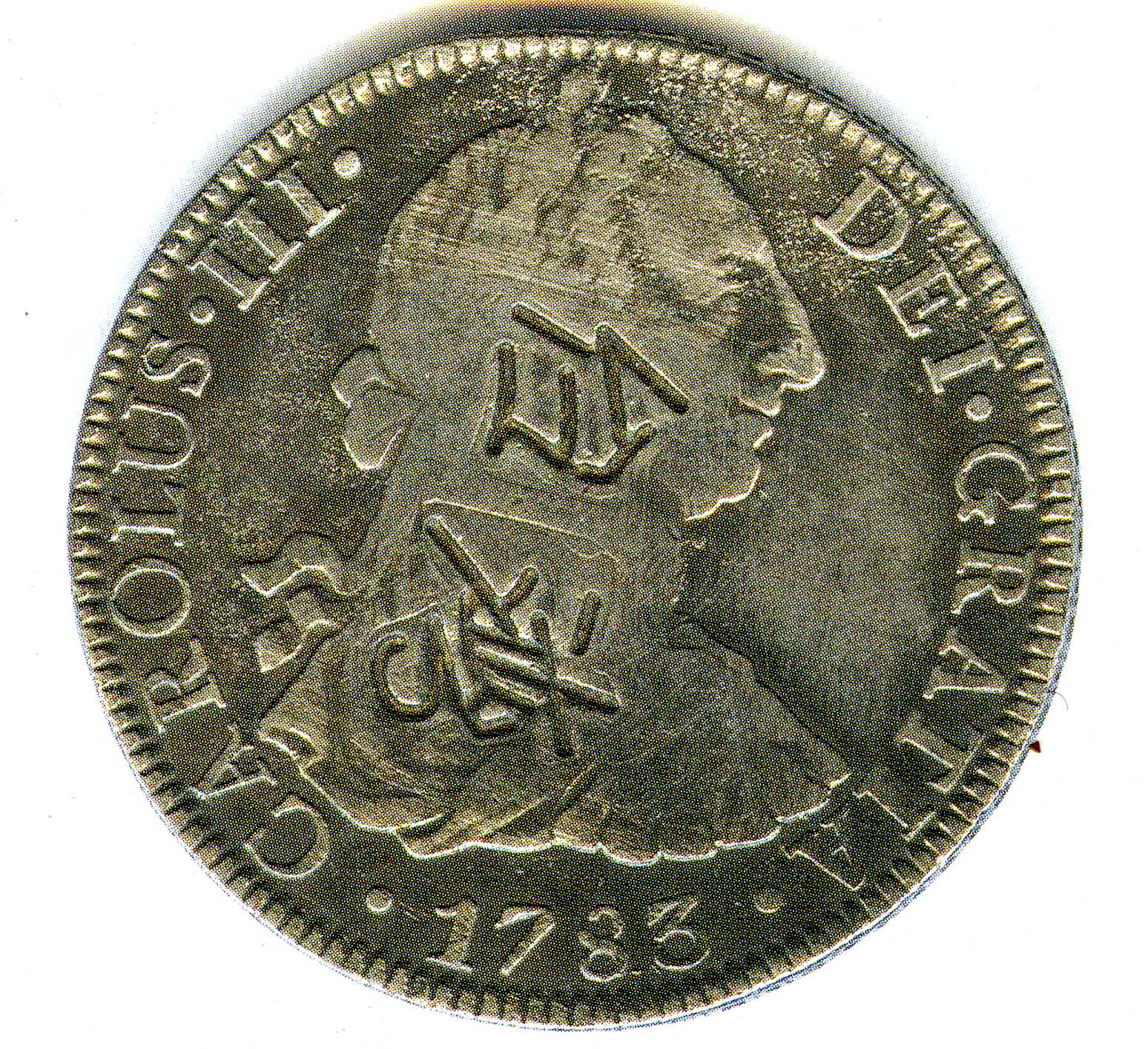
Moneda española de Carlos III contramarcada en Taiwán con inscripción en chino.

Para permitir el uso de moneda extranjera en todo el territorio, el líder militar Koxinga marcó diferentes piezas extranjeras con un punzón que contenía su nombre en chino. Se conocen monedas de 8 reales españolas, 5 francos y táleros de María Teresa de Austria con esta curiosa contramarca. También se conoce otra contramarca más contemporánea empleada por algún banco chino en el siglo XIX. Estas contramarcas eran utilizadas para permitir la circulación legal de monedas extranjeras en toda la isla y revalorizarlas.

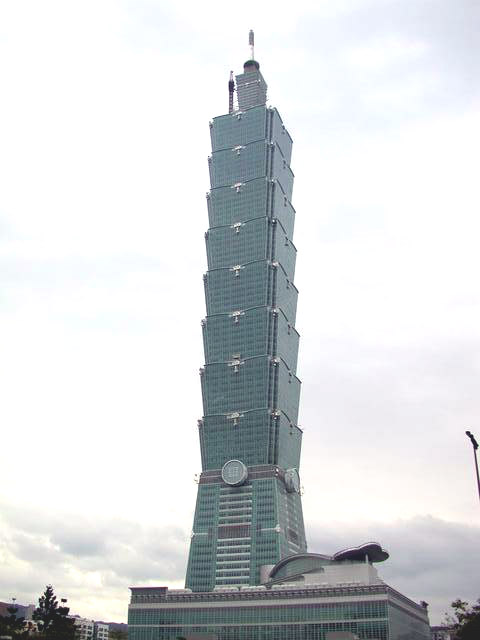
Taipei 101

La llegada de chinos de clase media y alta en 1949, tradicionalmente dedicados al comercio, las inversiones japonesas y las de Estados Unidos (que al igual que Corea del Sur al tener un país homónimo comunista, estaba interesado en demostrar la superioridad del sistema capitalista), han convertido a Taiwán en uno de los nuevos países industrializados. El país se adaptó bien a la crisis de 1973, reconvirtiendo sus industrias al sector de las altas tecnologías, siendo hoy uno de los primeros fabricantes mundiales de microprocesadores.
Recientemente Taiwán ha pasado a convertirse en uno de los mayores inversores en la República Popular de China. 
Desde el año 2002 es miembro de la Organización Mundial de Comercio (OMC).
PIB (2011) es US$ 876.000. millones (PPP), 467.000. millones (nominal).
GDP per cápita (PPP) es US$ 37 720 (2011, FMI), 37 900 (2011 est., de acuerdo al CIA factbook).
Taiwán cuenta con su propia moneda llamada nuevo dólar taiwanés (NTD).
Algunos de los sectores en los que destacan las empresas de Taiwán son los siguientes:
- Bicicletas: GIANT, DAHON, MERIDA  y TERN

- Motos: KYMCO, SYM.

- Computadoras: Acer, ADATA, AORUS, PQI,  ASUS, Gigabyte, TREND MICRO, GENIUS, BIOSTAR, TRANSCEND, MSI.

- Telecomunicaciones: D-Link, ZyXEL, Encore Electronics.

- Teléfonos Móviles: HTC, BenQ
- Tabletas: AOC

- Composites: Swancor

- Audiovisuales: Phonic

- Nanotecnología.

- Semiconductores: TSMC, United Microelectronics Corporation, Powerchip, Macronix, Winbond, Vanguard International Semiconductor.

- Optoelectrónica: AUO, InnoLux Corporation.

## Demografía
Casi todos los taiwaneses son descendientes de emigrantes de China continental, llegados entre los siglos XVII y XIX y, sobre todo, en 1949, cuando los partidarios del Kuomintang se refugiaron en la isla.
De los habitantes originales de la isla (malayo-polinesios), sólo unos 370.000 en las zonas montañosas de la isla todavía conservan las culturas y las lenguas de sus antepasados. Entre un 10% y un 20% de la población de lengua china, según estudios basados en el ADN, tendría en mayor o menor grado ascendencia étnica malayo-polinesia.
La población total asciende a 23.113.090 habitantes (2011). La densidad de población es de 622 habitantes por km², la tercera de Asia Oriental tras Hong Kong y Japón. Taipéi, la capital, es la ciudad con mayor población (2.800.000 habitantes) seguida de Kaohsiung (1.500.000) y Taichung (850.000).

## Cultura
La población de origen chino, mayoritaria en la actualidad, se divide en tres grupos diferenciados. Por un lado, los llegados a la isla antes de 1949 tienen sus antecedentes familiares en la provincia china de Fujian y hablan mayoritariamente el idioma min del sur o minnanyu (a menudo llamado "taiwanés" en la isla). Los hablantes de minnanyu constituyen el 60% de la población taiwanesa, mientras que alrededor del 10% de la población habla el idioma hakka. A los hablantes de estos idiomas se les designa habitualmente con el término chino běnshěngrén (本省人, literalmente "gente de la provincia", es decir, "habitantes de antes de 1949"). En 1949, la isla fue el destino final del éxodo de más de un millón de chinos continentales seguidores del Kuomintang, que hablan principalmente mandarín. A este último grupo, mayoritario en la ciudad de Taipéi, se le designa habitualmente con el término chino wàishěngrén (外省人, literalmente "gente de fuera de la provincia", significa "habitantes de después de 1949").
Las tensiones entre estos grupos han sido uno de los ejes centrales de la política taiwanesa en los últimos años.

## Deportes
- Taiwán en los Juegos Olímpicos
- Selección de fútbol de Taiwán